# Bystrytschi
Bystrytschi (ukrainisch Бистричі; russisch Быстричи Bystritschi, polnisch Bystrzyce) ist ein Dorf in der ukrainischen Oblast Riwne mit etwa 2700 Einwohnern (2022).
Das 1629 gegründete Dorf liegt am rechten Ufer des Flusses Slutsch und an der Territorialstraße T–18–12, etwa 19 km südöstlich vom ehemaligen Rajonzentrum Beresne und etwa 80 km nordöstlich der Oblasthauptstadt Riwne.
Am 12. Juni 2020 wurde das Dorf ein Teil neu gegründeten Stadtgemeinde Beresne im Rajon Beresne; bis dahin bildete es die Landratsgemeinde Bystrytschi (Бистрицька сільська рада/Bystryzka silska rada) im Südosten des Rajons Beresne.
Am 17. Juli 2020 wurde der Ort Teil des Rajons Riwne.

## Persönlichkeiten
Am 25. Februarjul. / 9. März 1908greg. kam im Dorf der ukrainische Widerstandskämpfer im Zweiten Weltkrieg Taras Borowez († 1981) zur Welt.